# حمله هوایی ۲۰۱۹ بالاکوت
حمله هوایی ۲۰۱۹ بالاکوت در ۲۶ فوریه ۲۰۱۹ توسط دوازده فروند میراژ ۲۰۰۰ نیروی هوایی هند در منطقه بالاکوت پاکستان رخ داد. به گفته مقامات هندی این حمله به تلافی حمله پولواما علیه مقر نیروهای شبه نظامی جیش محمد بوده است و منجر به کشته شدن ۳۵۰ نیروی رزمی آن شده است. . به گفته مقامات پاکستان، هواپیماهای نیروی هوایی پاکستان میراژهای هندی را نزدیک مظفرآباد رهگیری کرده و آنها را تارانده‌اند. هواپیماهای هندی مجبور به تخلیه مهمات خود شده‌اند که هیچ تلفاتی نداشته است. این نخستین بار پس از جنگ ۱۹۷۱ پاکستان و هند است که هواپیماهای هندی از خط کنترل عبور و به منطقه ای در خاک پاکستان حمله کرده‌اند.